# Eurovision

Logo der Eurovision

Die Eurovision (Kofferwort aus „European“ und „Television“) ist eine 1954 in Genf gegründete Einrichtung der Europäischen Rundfunkunion (European Broadcasting Union, EBU) zum Austausch von Fernseh- und Hörfunkprogrammen.
Übertragungen im Rahmen der Eurovision werden mit dem Eurovisionslogo und dem Hauptthema aus dem Präludium des Te Deum von Marc-Antoine Charpentier (vulgo „Eurovisionshymne“, „Eurovisionsfanfare“, „Europafanfare“) als Erkennungsmelodie eingeleitet. Die erste offizielle Eurovisionssendung war eine Übertragung vom Narzissenfest in Montreux am 6. Juni 1954. Weitere frühe Eurovisionssendungen waren die Fußball-Weltmeisterschaft 1954 und das 24-Stunden-Rennen von Le Mans 1955, bei dem es mit 84 Todesopfern zur schlimmsten Motorsportkatastrophe der Geschichte kam.
Über die EBU in Genf wird ein eigener Satellitenkanal zum Bilderaustausch von Nachrichten betrieben (EVN = Eurovision News). Über dieses Netzwerk stellen die Eurovisionssender sich gegenseitig eigenes Material zur Verfügung.
In geringerem Umfang kam es auch zu einem Programmaustausch mit der Intervision der damaligen Ostblockländer.

## Bekannte Eurovisionssendungen
Im deutschsprachigen Raum zählen zu den bekanntesten Eurovisionssendungen:
- Die Silvestershow mit Jörg Pilawa (ARD/ORF/SRF) seit 2016
- Eurovision Song Contest (ARD/ORF/SRF) seit 1956
- Junior Eurovision Song Contest (KIKA) seit 2003
- Eurovision Young Musicians (WDR) seit 1982
- Feste der Volksmusik (ARD/ORF) seit 1994
- Ich weiß alles! (ARD/SRF/ORF) seit 2018
- Klein gegen Groß (ARD/ORF) seit 2011 (und seit November 2020 auch das SRF.)
- Krone der Volksmusik (ARD/ORF) seit 1998
- Musik ist Trumpf (ZDF/ORF/SRG)
- Neujahrskonzert der Wiener Philharmoniker (ORF/SRF) seit 1959
- Verstehen Sie Spaß? (ARD/ORF/SRF) seit 1980
- Wenn die Musi spielt (ORF/MDR) seit 1992

Ehemals als Eurovisionssendungen ausgestrahlt:
- Aktenzeichen XY … ungelöst (ZDF) 1968–2003 (wird nicht mehr als Eurovisionssendung produziert, am 26. März 2025 einmalig wieder in Kooperation mit dem SRF[4])
- Einer wird gewinnen (ARD/ORF/SRF) 1964–1969, 1979–1987 (wird nicht mehr produziert)
- Eurovision Dance Contest (ORF) 2007–2008 (pausiert für unbestimmte Zeit)
- Grand Prix der Volksmusik (ZDF/ORF/SRF/Rai Bozen) 1986–2010 (wird nicht mehr produziert)
- Musikantenstadl (ORF/ARD/SRF) 1981–2015
- Rockpalast Nacht (ARD) 1977–1986 (wird nicht mehr produziert)
- Die Rudi Carrell Show – Laß Dich überraschen (ARD), 1988–1992, seit 1990 als Eurovisionssendung (wird nicht mehr produziert)
- Spiel für dein Land (ORF/ARD/SRF) 2015–2017 (wird nicht mehr produziert)
- Spiel ohne Grenzen (RAI, ARD (WDR), ORTF, NCRV, TSI, BBC, RTB, BRT) 1965–1999 (wird nicht mehr produziert)
- Willkommen bei Carmen Nebel (ZDF/ORF) 2004–2016 (bis 2021 alleine vom ZDF fortgeführt; wird nicht mehr produziert)
- Wünsch Dir was (ZDF/ORF/SRF) 1969–1972 (wird nicht mehr produziert)
- Wetten, dass..? (ZDF/ORF/SRF) 1981–2014, 2021–2023 (wird nicht mehr produziert)

Des Weiteren sind bekannte Sendungen, die im Rahmen der Eurovision übertragen werden, unter anderem:
- Päpstlicher Ostersegen
- einige Sportereignisse aus dem europäischen Ausland

Auch Debatten zwischen den Spitzenkandidaten der europäischen Parteien zu den Europawahlen 2014, 2019 und 2024 wurden im Rahmen der Eurovision übertragen.

## Ähnliche Kooperationen
- Nordvision ist ein Zusammenschluss nordeuropäischer Rundfunkanstalten aus Dänemark, Schweden, Norwegen, Finnland und Island.